# Micro Adventurer
Micro Adventurer est un magazine mensuel anglais consacré aux jeux vidéo paru entre novembre 1983 et mars 1985, avec un total de dix-sept numéros. Il est édité par Sunshine Books.

## Histoire
En novembre 1983 sort le premier exemplaire de Micro Adventurer, sous la direction de la même équipe que Commodore Horizons, autre magazine de l'éditeur Sunshine Books.
Sa parution s'arrête en mars 1985, après seulement dix-sept numéros,. La disparition du magazine est probablement due au manque d'engouement pour les jeux abordés, aboutissant à des ventes insuffisantes.

## Contenu
Micro Adventurer aborde particulièrement les jeux d'aventure et de stratégie, genres alors marginaux comparativement aux jeux d'action et de sport. Il couvre également d'autres aspects du médium, comme les Multi-user dungeons ou les jeux par correspondance. On y retrouve notamment des actualités concernant les sorties récentes sur différentes plate-formes, comme le ZX Spectrum, le Dragon 32, le Commodore 64, etc. Des tests desdits jeux sont également proposés.